# Gluringen
Gluringen (toponimo tedesco) è una frazione di 145 abitanti del comune svizzero di Goms, nel Canton Vallese (distretto di Goms).

## Storia

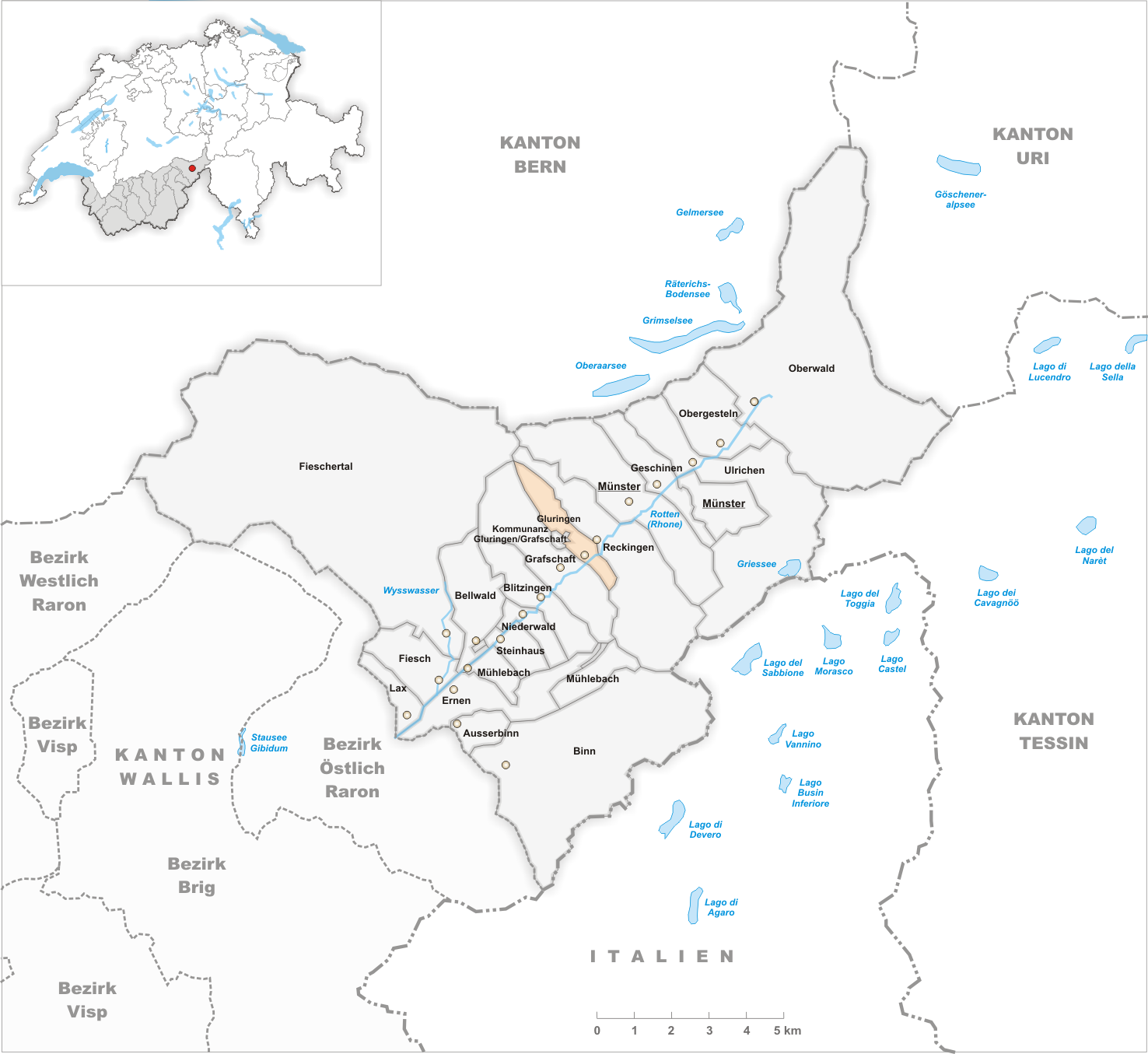
Il territorio del comune di Gluringen prima degli accorpamenti comunali del 2004

Già comune autonomo, nel 2004 è stato accorpato all'altro comune soppresso di Reckingen per formare il nuovo comune di Reckingen-Gluringen, il quale a sua volta nel 2017 è stato accorpato agli altri comuni soppressi di Blitzingen, Grafschaft, Münster-Geschinen e Niederwald per formare il nuovo comune di Goms.

## Monumenti e luoghi d'interesse
- Chiesa parrocchiale cattolica della Santissima Trinità (1736)[1];
- Cappella di San Teodulo, eretta nel 1428-1442 e ricostruita nel 1640[1].

## Società

### Evoluzione demografica
L'evoluzione demografica è riportata nella seguente tabella:
Abitanti censiti

## Infrastrutture e trasporti
Geschinen è servito dall'omonima stazione, sulla ferrovia del Furka-Oberalp.

## Amministrazione
Ogni famiglia originaria del luogo fa parte del cosiddetto comune patriziale e ha la responsabilità della manutenzione di ogni bene ricadente all'interno dei confini della frazione.